# ADAC Formel Masters
Die ADAC Formel Masters (Eigenschreibweise: ADAC formel masters) war eine von 2008 bis 2014 ausgetragene Formelrennserie, die Fahrern ab 15 Jahren als Basis für eine Automobilsportkarriere dienen sollte. Sie war gedacht als Bindeglied zwischen dem Kartsport und stärker motorisierten Formelwagen. Die Rennserie war seit 2009 Bestandteil des ADAC Masters Weekend und stand in Konkurrenz zur Formel BMW. Mit der späteren Serie Internationale Formel Master bestand außer der Namensähnlichkeit keine Übereinstimmung. 
2014 wurde die Rennserie eingestellt. Als Nachfolgeserie wurde von 2015 bis 2022 die deutsche Formel-4-Meisterschaft ausgetragen.

## Fahrzeug

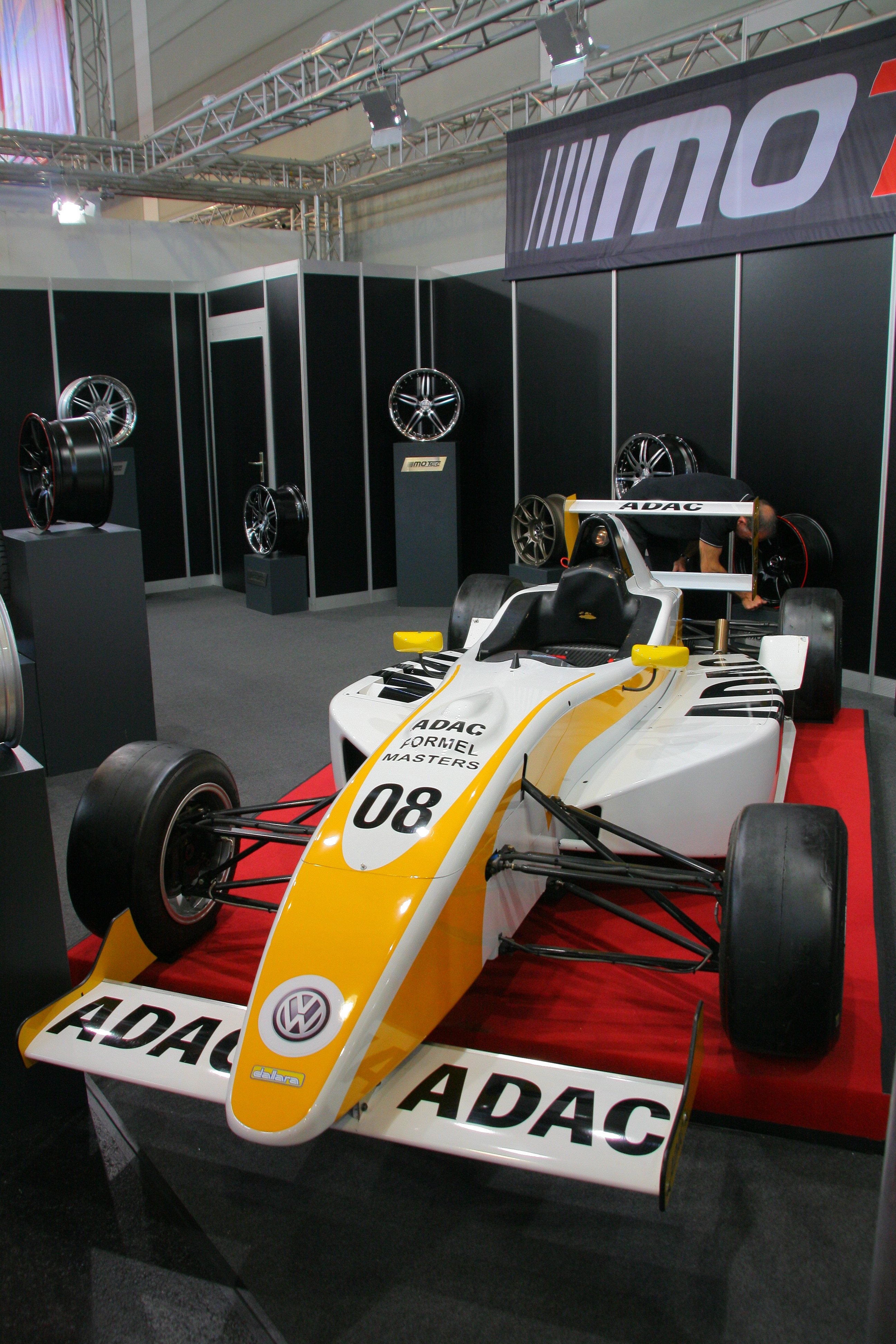
Fahrzeug des Teams KUG-Motorsport auf der Tuning World Bodensee

Der in der Ausschreibung als Formel ADAC powered by Volkswagen beschriebene Monoposto basiert auf einem bei Dallara entworfenen Karbon-Monocoque mit Front- und Heckflügel, von denen nur Letzterer modifiziert werden darf. Bei der Konzeption der Serie wurde besonderer Wert auf die Sicherheit der Rennfahrer gelegt. So ist das HANS-System zwingend vorgeschrieben. Das Fahrzeug erfüllt die Crash- und Sicherheitsstandards der FIA, die seit 2008 für die Formel 3 gelten.
Der ADAC warb mit einem Preis von 49.900,– Euro zzgl. MwSt. für einen rennfertigen Monoposto inklusive Motor.

### Motor
Als Antriebsaggregat diente ein bei Volkswagen entwickelter 1,6-l-FSI-Motor, der bis auf den Hubraum der gleichen Bauweise entspricht wie der 2008 im ADAC Volkswagen Polo Cup verwendete:
- Hubraum: 1.598 cm³
- Bohrung: 76,5 mm
- Hub: 86,9 mm
- Bauweise: Reihen-Vierzylinder-Otto-Saugmotor, vier Ventile pro Zylinder, Betätigung über zwei obenliegende Nockenwellen, Motorblock und Zylinderkopf aus Aluminium-Legierung, Benzin-Direkteinspritzung
- Schmierung: Trockensumpf
- Einbauposition: Mittelmotor, mittragend längs vor der Hinterachse,
- Verdichtung: 12:1
- Leistung: ca. 107 kW (145 PS) bei 6.000 Umin-1
- Drehmoment: ca. 165 Nm bei 4.000 Umin-1
- Abgasreinigung: Dreiwege-Rennkatalysator mit Lambda-Sonde

Die Motoren waren im Sinne der Chancengleichheit und der Kostenreduzierung verplombt.

### Räder
- Reifen
  - Hersteller: Dunlop
  - vorn 190/535-R13
  - hinten 205/570-R13
- Räder
  - Hersteller: Motec (AVO Fahrzeugtechnik)
  - vorn 9 × 13
  - hinten 9 × 13

Die Größe der Räder entsprachen der der Formel 3 und sie hatten Zentralverschluss. Die Räder wiegen 3,8 kg vorn und 4,2 kg hinten.
Die Reifen waren je Veranstaltung limitiert.

### Chassis
- Hersteller: Dallara
- Bauweise: Monocoque in Sandwichbauweise aus mit Kohlenstoff- und Aramidfasern („Kevlar“) verstärktem Kunststoff
- Aufhängung v./h.: Einzelradaufhängung an Doppelquerlenkern
- Bremsen: innenbelüftete Scheibenbremsen
- Dämpfer/Federn: Sachs/Eibach
- Datenaufzeichnung: AIM, Modell evo3[4]
- Maße (L × B × H in mm): 4.239/1.795/977
- Gewicht: mindestens 570 kg inklusive Fahrer mit seiner Ausrüstung (Helm, Overall etc.), ohne Kraftstoff

### Fahrleistungen
Die Rundenzeiten waren etwas schneller als die der Formel BMW (zwei bis drei Sekunden je nach Strecke).

## Saisonüberblick
2008 fanden acht Veranstaltungen, davon eine auf dem TT Circuit Assen in den Niederlanden statt, die restlichen Läufe ausschließlich innerhalb Deutschlands: Oschersleben (2x), Nürburgring (2x), EuroSpeedway Lausitz, Sachsenring und Hockenheim, langer Kurs. Startberechtigt waren Teilnehmer aus allen Ländern; Sieger wurde der Portugiese Armando Parente mit 171 Punkten.
2009 fanden Rennen in Oschersleben (2x), Assen, Nürburgring (2x), Hockenheimring, Eurospeedway Lausitzring und Sachsenring statt. Schon vor dem letzten Rennen stand Daniel Abt als Gesamtsieger fest.

## Meister
| Saison | Meister            | Punkte | Zweiter            | Punkte | Dritter          | Punkte | Bestes Team                   | Punkte |
| ------ | ------------------ | ------ | ------------------ | ------ | ---------------- | ------ | ----------------------------- | ------ |
| 2008   | Armando Parente    | 171    | Nico Monien        | 141    | Klaus Bachler    | 141    | URD Rennsport                 | 207    |
| 2009   | Daniel Abt         | 224    | Klaus Bachler      | 188    | Adrian Campfield | 187    | Team Abt Sportsline           | 234    |
| 2010   | Richie Stanaway    | 315    | Patrick Schranner  | 255    | Mario Farnbacher | 231    | ma-con Motorsport             | 615    |
| 2011   | Pascal Wehrlein    | 331    | Emil Bernstorff    | 310    | Sven Müller      | 296    | Motopark Academy              | 748    |
| 2012   | Marvin Kirchhöfer  | 329    | Gustav Malja       | 307    | Jeffrey Schmidt  | 193    | Lotus                         | 651    |
| 2013   | Alessio Picariello | 388    | Maximilian Günther | 240    | Jason Kremer     | 227    | ADAC Berlin-Brandenburg e. V. | 633    |
| 2014   | Mikkel Jensen      | 377    | Maximilian Günther | 262    | Tim Zimmermann   | 224    | Neuhauser Racing              | 630    |

## Fahrer
Die späteren Formel-1-Fahrer Kevin Magnussen (2008) und Pascal Wehrlein (2010–2011) fuhren vorher in dieser Serie. Mit Emma Kimiläinen (2008), Andrina Gugger (2010), Christina Nielsen (2010–2011), Beitske Visser (2012–2013) und Corinna Kamper (2014) waren auch einige Damen am Start.